# Мандрівці (світ Полудня)
Мандрівці — розумна раса у вигаданому всесвіті світу Полудня, створеному братами Стругацькими, факт існування якої залишається загадкою. Їхній діяльності вчені приписують усі незрозумілі явища. Їхня рідна планета невідома. За всю історію Землі не відзначено жодного офіційного контакту з Мандрівцями, хоча вважають, що нез'ясовні явища: евакуація цілої планети жителів Надії, незрозуміла поява бурштинових тунелів на Веселці та інші рятувальні акції (що врятувало практично все населення планет) — втручання Мандрівців, як прогресорів. Згадки про контакти з представниками Мандрівців у «світі Полудня» немає. Тойво Глумов, під керівництвом Максима Каммерера, помилково вважав, що розслідує дивні НП, як наслідки дій Мандрівців, проте виявилося, що ініціаторами цих подій були Людени — втілення наступної стадії вертикального прогресу людської раси (про що мріяв раніше Геннадій Комов). Події на Землі 2199 року описано в романі «Хвилі гасять вітер». Велике одкровення (розповідь про наміри Люденів) ніяк не пов'язане з проблемою Мандрівців, яку так і не було розкрито.
Мандрівців згадано практично у всіх книгах, присвячених світу Полудня. При цьому їх сутність не описано.

## Зовнішній вигляд
Жодної інформації про вигляд Мандрівців Земля не має, проте, судячи з залишків їхніх технологій (див. нижче), вони — негуманоїди. Серед гуманоїдів Надії та Саули ходять легенди, що Мандрівці взагалі безформні, як вода чи пара («Спроба втечі», «Жук у мурашнику»). Бромберг у своєму меморандумі припускав, що Мандрівці — представники різних рас, які досягли рівня Монокосму; з такої точки зору, якої дотримувався і Борис Стругацький, можливо, що Мандрівцями є представники раси Люденів (згадуються лише у «Хвилі гасять вітер»), але підтверджень від авторів щодо цього немає.

## Технологічні досягнення
Мандрівці — технологічно розвинена розумна раса світу Полудня, а їхні досягнення в науці та техніці випереджають усі пізнання людей, тагорян і голованів разом узятих. Попри надмірний їх потяг до таємничості, сліди їхньої діяльності виявляють у всьому Всесвіті:
- штучні супутники Владислави (відкриті 2121 року) та Марса;
- «саркофаг», виявлений на безіменній планеті системи ЄН-9173 2137 року(див. «Справа підкидьків»);
- «вічні машини» Саули (2141);
- штучний супутник-охоронець Ковчега (2161)[1];
- передбачувана депортація майже всього місцевого населення Надії, відкритої 2162 року, і подальше полювання на тих, хто вирішив залишитися;
- передбачувана участь у генетичному перетворенні раси тагорян (точна дата невідома).

Неодмінний атрибут більшості технологій Мандрівців — янтарин, матеріал, хімічний склад якого так і не вдалося визначити земним ученим. Таку назву йому надав А.-Й. Бадер через його зовнішню (колірну) подібність із бурштином.

## Походження
Мандрівці — представники різних цивілізацій Всесвіту, які досягли певного рівня суспільного та біологічного розвитку.
При докладному вивченні їхніх діянь та слідів у Всесвіті можна припустити, що вони розробили свій власний інститут «прогресорства», подібний до створеного землянами. Наприклад, їхні дії стосовно мешканців Надії фактично збігаються з операцією «Ковчег» щодо пантіан — і там, і там використовувався спосіб переселення. Що стосується Надії, причиною стала техногенна катастрофа, тоді як Панти — природна (космічна).
Припускають,3[джерело?] що Мандрівці ведуть прогресорську діяльність і на Землі («Справа підкидьків»). У книзі «Хвилі гасять вітер» люден (яких вважають людським внеском у спільноту Мандрівців) Логовенко каже, що якщо Землі загрожуватиме якийсь непереборний землянами катаклізм, то людени прийдуть на допомогу Землі всією своєю силою. Його слова можна тлумачити в кількох сенсах, і не всі з них є позитивними в людському розумінні.3[джерело?] Досить згадати, що сталося на Надії в романі «Жук у мурашнику» (у тексті роману є не менше двох версій того, що сталося, — порятунок населення на думку Каммерера, або порятунок планети і порятунок від населення — на думку Сікорські).

## Люди та Мандрівці
Єдина спільна властивість Мандрівців і людей Землі — це прогресорська діяльність стосовно до менш розвинених цивілізацій Всесвіту, бо, як єдині розумні раси, що активно вивчають його, лише вони здатні на таке. Пошуком слідів діяльності Мандрівців займаються слідопити та Рада Галактичної Безпеки. Попри це, Мандрівцям якось вдається зберігати свої таємниці, і люди дізнаються про них лише те, що вони забули сховати або хочуть, щоб про них знали. Для деяких землян на кшталт Рудольфа Сікорські Мандрівці стали фобією, проте більшість, як правило, мало цікавляться ними.
Існує підозра, що провалене навчання «Дзеркало», яке призвело до загибелі десятків землян 2136 року, було задумане як відпрацювання оборони Землі в разі прямого нападу Мандрівців.